# Christian Bernhard Wilhelm Kehrer
Christian Bernhard Wilhelm Kehrer (Amsterdam, 6 maart 1835 – IJzevoorde, 20 december 1902) was een Nederlands burgemeester van de voormalige Gelderse gemeente Ambt Doetinchem.

## Biografie
C.B.W. Kehrer werd geboren als zoon van George Christian Wilhelm Kehrer en Hillegonda Meijer. Op 25 februari 1895 werd hij geïnstalleerd als burgemeester van de gemeente Ambt Doetinchem. Hij was op dat moment reeds 28 jaar wethouder en lid van de gemeenteraad aldaar. Vanaf 1897 was Kehrer tevens plaatsvervangend heemraad van het Waterschap van de Oude IJssel.

## Nagedachtenis
- De Doetinchemse Burgemeester Kehrerstraat is naar hem vernoemd.